# Wiershausen (Kalefeld)
Wiershausen is een klein dorp in de gemeente Kalefeld in de Landkreis Northeim, in de Duitse deelstaat Nedersaksen. Het dorp ligt aan de westelijke rand van het Harzgebergte, 5 km ten noordoosten van het dorp Kalefeld achter de Dögeroder-kliffen. 
In het kader rechts staat als oppervlakte en als inwonertal het totaal van de gehele gemeente Kalefeld (11 dorpen). Wiershausen zelf had in oktober 2022, volgens de website van de gemeente Kalefeld, slechts 133 inwoners.

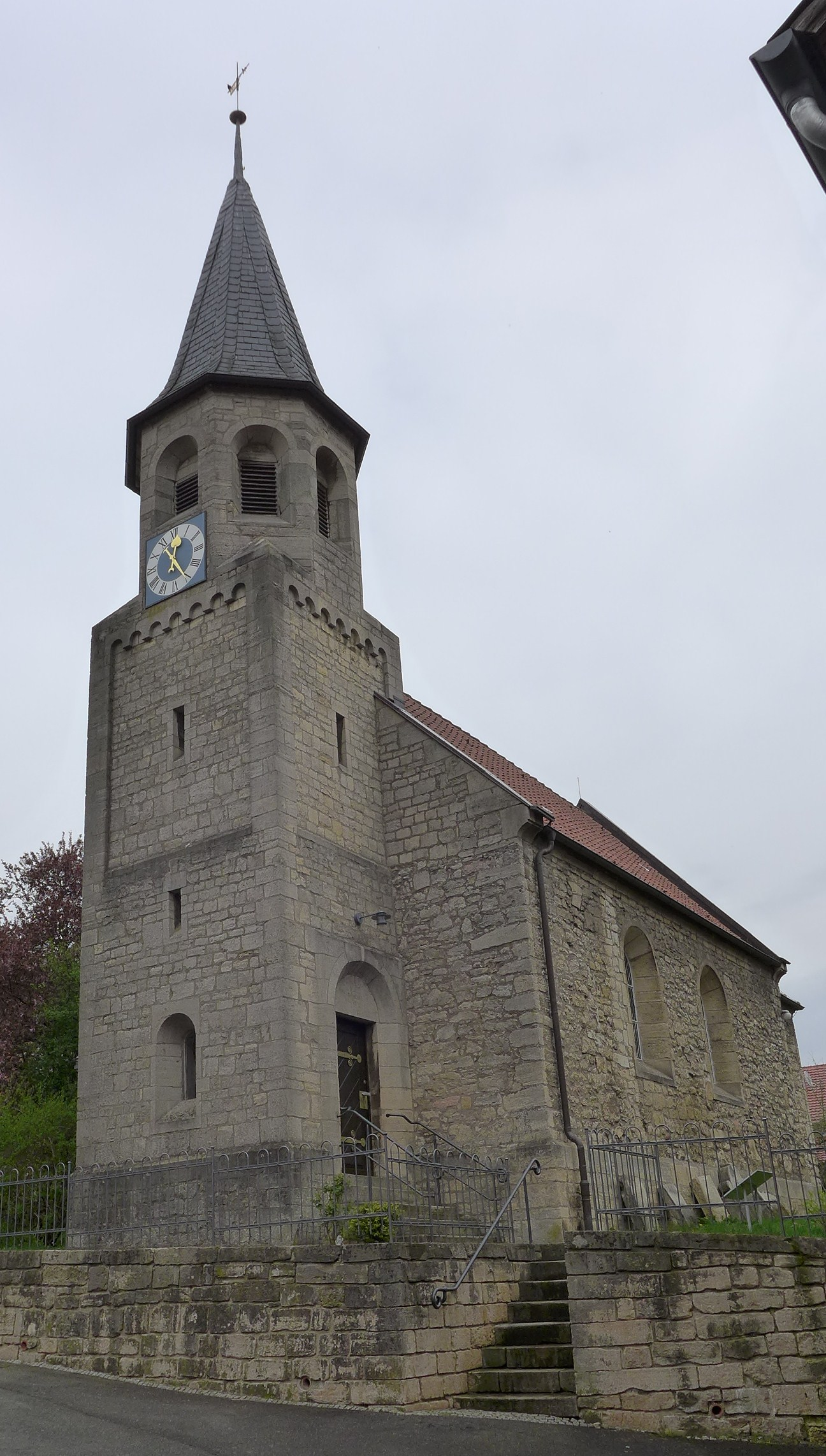
Simon-en-Judas-kerk te Wiershausen (1881)

## Romeins slagveld
In 2008 begon men met de archeologische opgravingen. De eerste ontdekkingen werden gedaan in 2000 bij het zoeken naar een middeleeuws kastelencomplex. Na uitgebreid onderzoek kwamen de archeologen tot de conclusie, dat wat men had ontdekt de restanten zijn van het Romeins slagveld bij Kalefeld, een gevecht tussen Romeinen en Germanen in de eerste helft van de 3e eeuw na Chr.